# X Premis de Cinematografia de la Generalitat de Catalunya
Els X Premis de Cinematografia de la Generalitat de Catalunya foren convocats pel Departament de Cultura de la Generalitat de Catalunya el 1992. Aquests premis tenien la doble missió d'estimular la quantitat i abonar la normalització lingüística, a part dels ajuts institucionals que rebien totes les pel·lícules fetes per productores de cinema catalanes. Es van concedir un total de 12 premis amb dotació econòmica, per 12.500.000 pessetes, i un extraordinari
sense dotació econòmica. A més, es concediren conjuntament els Premis de Videografia de la Generalitat per tal de fomentar la producció videogràfica en català, amb un total de 4 premis dotats amb 3.000.000 pessetes.
La cerimònia d'entrega dels premis va tenir lloc el 3 de febrer de 1992 al cinema Urgell de Barcelona.

## Guardons

### Cinematografia
| Categoria | Premiat                                                                                               | Premi          |
| --- | --- | -------------- |
| Premi al millor llargmetratge                                                                                | El llarg hivern de Jaime Camino Vega de la Iglesia                                                    | 5.000.000 ptes |
| Premi al millor curtmetratge                                                                                 | La musa en relleu de Àrea de Perfeccionament Tecnològic                                               | 1.000.000 pts  |
| Premi a la distribuïdora que més ha contribuït a la difusió del cinema en català                             | Profilmar SA                                                                                          | 1.000.000 pts  |
| Premi a la millor sala exhibidora de Catalunya que més ha contribuït a la promoció del cinema en català      | Cinemes Urgell de Mollerussa                                                                          | 1.000.000 pts  |
| Premi al millor director                                                                                     | Antonio Chavarrías per Manila                                                                         | 500.000 pts    |
| Premi al millor tècnic                                                                                       | Llorenç Miquel i Carpi per La Banyera                                                                 | 500.000 pts    |
| Premi al millor tècnic                                                                                       | Juan Marsé, Jaime Camino, Nicolas Bernheim, Romà Gubern i Manuel Gutiérrez Aragón per El llarg hivern | 500.000 pts    |
| Premi al millor tècnic                                                                                       | Albert Guinovart per El llarg hivern                                                                  | 500.000 pts    |
| Premi al millor actor la veu del qual no ha estat doblada en versió catalana                                 | Àlex Casanovas per Manila                                                                             | 500.000 pts    |
| Premi a la millor actriu la veu del qual no ha estat doblada en versió catalana                              | Mercè Lleixà per Què t'hi jugues, Mari Pili?                                                          | 500.000 pts    |
| Premi al millor actor o actriu secundari la veu del qual no ha estat doblada en versió catalana              | Amparo Moreno per Què t'hi jugues, Mari Pili?                                                         | 500.000 pts    |
| Premi a la millor contribució personal o col·lectiva que incrementi el patrimoni cinematogràfic de Catalunya | Josep Porter i Moix                                                                                   | 500.000 pts    |
| Premi al cine-club que s'hagi destacat en la seva tasca de formació                                          | Cineclub Associació Cultural de Granollers                                                            | 500.000 pts    |
| Premi extraordinari                                                                                          | Alfredo Matas                                                                                         | -              |

### Videografia
| Categoria                                                       | Premiat                                     | Premi          |
| --------------------------------------------------------------- | ------------------------------------------- | -------------- |
| Al productor del millor videograma en català de creació lliure  | Teresa Picazo per La memòria                | 1.000.000 ptes |
| Al productor del millor videograma en català creat per encàrrec | El·lipsi Produccions SCP per Mai no és tard | 1.000.000 pts  |
| Millor realitzador                                              | Joan Pueyo per Contorsionista               | 500.000 pts    |
| Millor treball tècnic o artístic                                | Joan Font per Jocs Paralímpics              | 500.000 pts    |